# Município Huambo
Município Huambo är en kommun i Angola.   Den ligger i provinsen Huambo, i den centrala delen av landet, 500 km sydost om huvudstaden Luanda.
Omgivningarna runt Município Huambo är huvudsakligen savann. Runt Município Huambo är det ganska tätbefolkat, med 67 invånare per kvadratkilometer.